# Минхаг
Минхаг (хебр. מנהג „обичај“, библијски хебрејски - מנהגות, модерни хебрејски - מנהגים, минхагим) је прихваћена традиција или група традиција или обичаја у јудаизму  који је стекао законску обавезујућу снагу халаха (хебр. הלכה — „смер пута“, од халах, ходати), јеврејске правне традиције, као дела Талмуда посвећеног праву и појединачним правним одлукама. Пошто се сама Халаха може сматрати заснованом на обичају, минхаг може ступити на снагу иако представља очигледну контрадикцију са претходним законима. Проблем минхагима својевремено је био је главна тема за јудаистичке научнике.

## Етимологија
Хебрејски корен Н-Х-Г (נ-ה-ג) значи првенствено „возити“ или, шире, „водити (се)“.
Права реч минхаг се појављује два пута у хебрејској Библији; оба пута у истом стиху и преведена је као "вожња":
...Стражар је известио, рекавши: „А стражар је рекао, говорећи: Дошао је до њих и не враћа се; а вожња је као вожња Јехуа, сина Нимшијевог, јер он бесно вози.
Хомилетски, могло би се тврдити да употреба речи минхаг у јеврејском закону одражава њено библијско хебрејско порекло као „(начин) вожње (кочије)“. Док халакха (закон), од речи за „пут за пешачење“, значи пут или правац који је намењен за путовање, минхага (обичаја), од речи за вожњу, значи начин на који су се људи развили да више путују том стазом јако брзо.
На данашњу употребу израза минхаг за "обичај" можда је утицао арапски минхај, који је у тренутној исламској употреби, мада се он користи за интелектуалну методологију учењака или школе мишљења, а не за обичаје локалне или етничке заједнице.

## Облици
Постоје два концепта блиско повезана са појмом минхаг:
- Локални минхаг (минхаг ха-маком) - обичај који је обавезан за одређену јеврејску заједницу.
- Литургијски минхаг - јеврејски верски обред који се развио на одређеном локалитету.

Дакле, прихватање многих елемената палестинског минхага од стране Јевреја Ашкеназа и многих елемената вавилонског минхага од стране Јевреја Сефарда резултовало је посебним обредима, који се такође називају минхагим.

## Минхаг и јеврејски закон
Поред 613 заповести, Јевреји традиционално сматрају да је Халаха (јеврејски закон изведен из Талмуда, Торе и каснијих кодекса) обавезујућа за све Јевреје. Поред ових, увек су постојали обичаји и традиција не у самом закону. Неки обичаји су у неким тренуцима били универзално прихваћени (нпр покривање главе код мушкараца) или скоро универзално (нпр моногамија). Друге су их посматрали или их посматрају као главне сегменте Јевреја, али други не (нпр не једу китнијот на Пасху). Остали обичаји су везани за одређене локалитете или групе које су настале на одређеним локацијама. Ови минхагим постоје у различитим облицима:
- Древни минхагим сежу у време Талмуда и раније. Данас се они генерално сматрају универзално обавезујућим. Најстарији забележени минхаг је онај о 'пребијању аравота' (врбових грана) на Хошана Раби за који се верује да датира из доба јеврејских пророка.

- Касније минхагиме прате одређене групе.

Јевреји чији су преци наставили да живе на Блиском истоку и у Африци до успостављања Државе Израел, без обзира где сада живе, имају тенденцију да следе различите обичаје, као што су Мизрахи, Сефарди или Темани Јевреји. 
Јевреји чији су преци живели у средњој Европи у средњем веку (без обзира где сада живе) теже да следе ашкеназичке обичаје,.
Јевреји чије породице потичу са Иберијског полуострва углавном следе сефардске обичаје. (Талмуд даје детаљна правила за људе који посећују или се преселе на место где се обичај разликује од њиховог.) 
Хасиди имају тенденцију да следе своје сопствене минхагиме.
Унутар ових широких категорија постоје и подгрупе по пореклу (нпр литвански, пољски или немачки обичаји), по локацији (нпр  „минхаг Yerushalayim“) или по конфесионалној припадности (нпр  Skverrer Hasidim прате другачије обичаје од Хабад Хасида) .
Породице, па чак и појединци, могу се придржавати одређеног минхагима који други не прате.
Минхаг не поништава јасне библијске или талмудске одредбе, а не може се прекорачити ово друго зарад првог. У ствари, сваки минхаг који суштински укључује елемент кршења Халахе сматра се ништавним.
Талмуд прописује да је важећи минхаг који су прихватиле претходне генерације породице или заједнице обавезујући за све касније генерације.  Рош наводи да се Талмудска пресуда у основи примењује на праксу коју предузимају учени појединци; иновације неучених треба само јавно пратити. Други халахијски ауторитети сматрају да се талмудска пресуда примењује на све важеће праксе које су покренули или учени или неучени појединци.
У већини случајева, лично прихватање новог минхага је једнако заветном извођењу тог минхага. Сходно томе, напуштање таквог минхага обично захтева хатарат недарим или сх'еилат цхакхам: халахијске процедуре за ослобађање од заклетве. Ово је често било неопходно када се, на пример, један Јевреј Ашкенази преселио у Отоманско царство и желео да се придружи локалној заједници Сефарда.

### Мењање минхагима
Јеврејски закон предвиђа низ механизама за промену или уклањање обичаја када се сматра да је погрешан или нелогичан. Ортодоксни рабин и историчар јеврејског закона Менахем Елон пише:
Обичај, због своје спонтане и неусмерене природе, понекад захтева меру надзора и контроле. Понекад се обичај може заснивати на грешци, или се развијати неразумно или нелогично у одређеном правцу, или чак може бити у сукобу са материјалним и фундаменталним принципима јеврејског закона на начин који не оставља простора за његову интеграцију у систем. С времена на време халахичари су вршили такву контролу како би обуздали или у потпуности дискредитовали одређени обичај.

### Садашњост
Акутно расељавање изазвано Другим светским ратом и холокаустом, и имиграција великих размера у Сједињене Америчке Државе, разне европске земље, а посебно Државу Израел, довели су до мешања различитих минхагима и вероватно постепеног престанка употребе одређених обичаји. Поред тога, покрет баал тешува створио је велику групу која нема јасну традицију од својих родитеља. Као одговор на ове појаве, одређени научници су се усредсредили на минхагим, а учињени су и покушаји да се оживе минхагим који је нестао.